# Бобарыков, Иван Иванович (механик)
Ива́н Ива́нович Бобары́ков (иногда Боборыков; 1869 — 5 июля 1928, Москва, СССР) — российский и советский учёный-механик, специалист в области сопротивления материалов и деталей машин; педагог, организатор науки и образования. Директор (1916—1917) и ректор (1917—1919) Томского технологического института. Заслуженный деятель науки и техники РСФСР (1925).

## Биография

### Детство
Родился в 1869 году.

### Харьковский технологический институт
В 1894 году окончил механическое отделение Харьковского технологического института с присвоением звания инженера-технолога. За «особо отличные успехи» был занесён на мраморную доску выпускников в актовом зале института. По рекомендации своего учителя, директора института В. Л. Кирпичёва был оставлен вольнонаёмным лаборантом при механической лаборатории института. С лета 1895 года сверх обязанностей лаборанта руководил техническим черчением в одной из студенческих групп.
Летом 1895 года был командирован Советом института в Санкт-Петербург, Москву и Одессу для изучения крупных устройств и способов изготовления приборов по отоплению и вентиляции и подготовки по этой теме курса лекций. Для тех же целей летом 1896 года был командирован в Нижний Новгород на Всероссийскую промышленную и художественную выставку. Курс лекций по отоплению и вентиляции для студентов механического отделения начал читать в сентябре 1896 года. При этом продолжил занятия со студентами по черчению.
1 сентября 1898 года был командирован на год на машиностроительные предприятия Германии и Франции. После этого получил аналогичную командировку на промышленные предприятия России, во время которой работал инженером конструктором на Харьковском паровозостроительном заводе. По окончании командировки представил в Совет института две получившие положительную оценку работы: «Применение перегретого пара в паровых машинах» и «Термический коэффициент полезного действия паровых машин». Летом 1900 года был командирован на Всемирную выставку в Париже с ознакомительными целями.
1 сентября 1900 года начал чтение лекций по курсу «Детали машин» на втором и третьем курсах механического отделения и руководство проектированием. 1 октября 1900 года был назначен адъюнкт-профессором по кафедре прикладной механики и теории машин. С 1 января 1901 года заменил заболевшего преподавателя по курсу «Прикладная механика». Занялся руководством проектирования паровых машин на четвёртом курсе механического отделения.

### Томск
С 1901 года — профессор Томского технологического института, один из его организаторов, декан механического и строительного факультетов. Создал при институте одну из крупнейших в СССР лабораторий по испытанию материалов.
27 июня 1916 года был избран Советом института директором Томского технологического института (с 21 сентября 1917 года — ректор). Сохранил институт в условиях Первой мировой войны, Гражданской войны и связанных с ними резкого сокращения числа студентов, отзыва части профессоров и сотрудников военными ведомствами для выполнения военных заказов, использования учебных помещений под постой военных подразделений и т. п. Смягчил негативное отношение значительной части профессорско-преподавательского состава и студентов к установленной советской власти.
Инициировал на Совете института в апреле 1918 года участие профессорско-преподавательского состава института в конкурсе по разработке Урало-Кузнецкого проекта, лёгшего позднее в основу плана ГОЭЛРО и первого пятилетнего плана. Конкурс был выигран, и в разработке проекта участвовали профессора Н. В. Гутовский, сам Бобарыков, Н. П. Чижевский, М. А. Усов, В. Н. Пинегин, преподаватели М. А. Великанов, М. Н. Кошурников и др.
В 1919 году участвовал в работе Урало-Сибирской комиссии по составлению проекта Северной железнодорожной магистрали.
Осенью 1919 года ради сохранения института фактически сорвал выполнение приказа отступавшего на восток А. В. Колчака об эвакуации института с оборудованием и библиотекой в Читу, отданного коменданту Томска. Чтобы не допустить эвакуацию, уговорил коменданта не приступать к ней, сославшись на недостаток вагонов.
Работа директором и ректором института в труднейшие для него годы резко отразилась на здоровье Бобарыкова, и летом 1918 года он подал прошение об отставке с поста ректора. Тем не менее, на заседании Совета института 13 мая 1919 года он был переизбран на новый срок, но отказался от исполнения своих обязанностей, сославшись на необходимость рекомендованного врачами продолжительного отдыха.
После этого сосредоточился на научной работе. Кроме того, для помощи раненым солдатам вместе с преподавателем А. П. Малышевым создал при кафедре прикладной механики небольшую мастерскую по изготовлению протезов, позже ставшую базой для создания протезного завода. Был одним из инициаторов создания в Томске Института исследований Сибири и вошёл в его руководящий состав.
Один из учредителей Общества сибирских инженеров.

### Москва

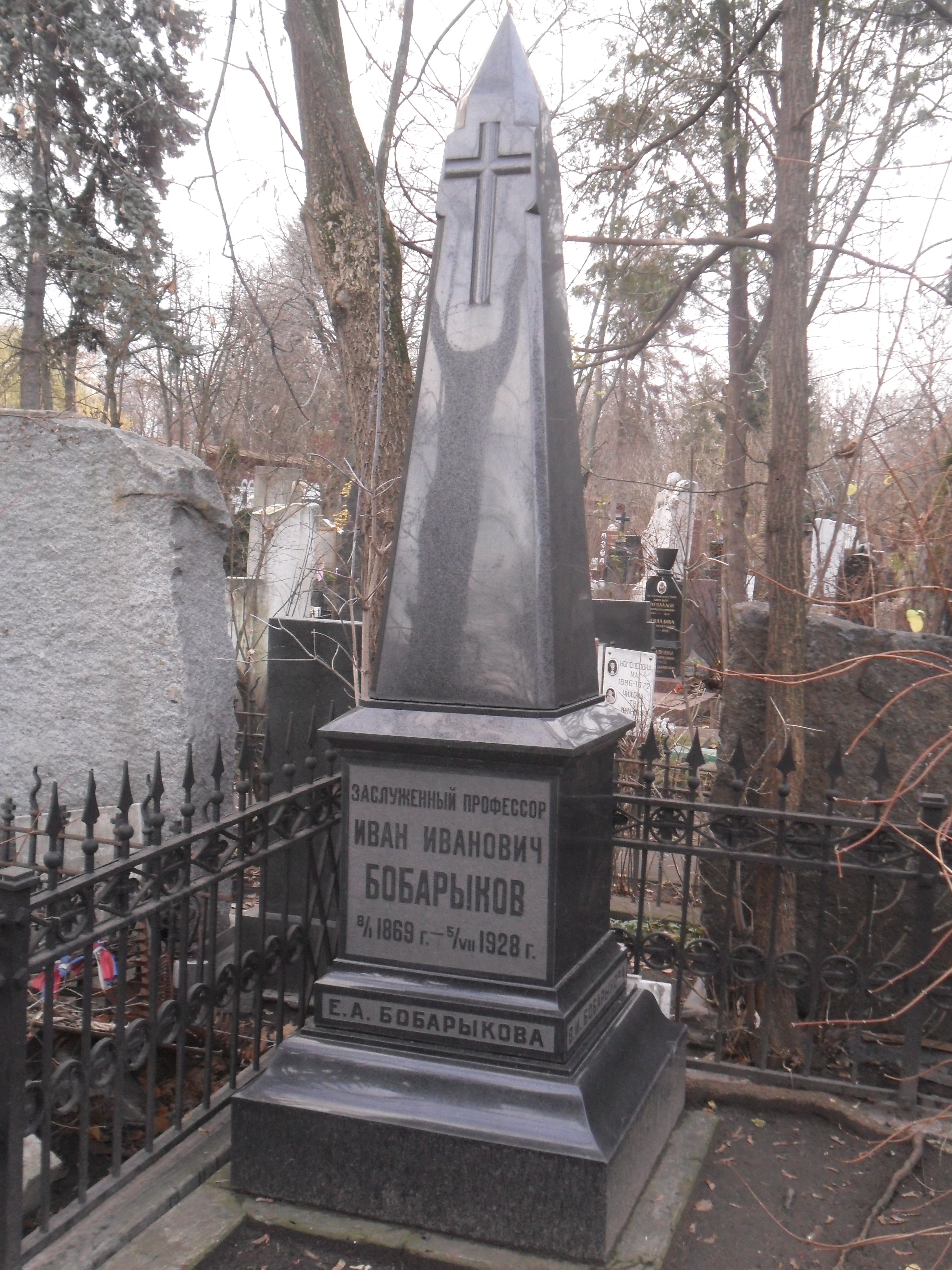
Могила Бобарыкова на Новодевичьем кладбище Москвы.

В августе 1922 года подал заявление об уходе из Томского технологического института для перехода на работу в Московскую горную академию, командировавшую его в том же году за границу для лечения. По возвращении из поездки был делегирован от Томского технологического института в комиссию по вопросам районирования Сибири при Госплане РСФСР.
В августе 1923 года переехал с семьёй в Москву, возглавив в Московской горной академии кафедру сопротивления материалов и организовав кабинет деталей машин и лабораторию по испытанию материалов. Также читал курсы лекций по сопротивлению материалов в Московском высшем техническом училище, Сельскохозяйственной академии имени К. А. Тимирязева и Механическом институте имени М. В. Ломоносова. Научные исследования Бобарыкова этого периода были посвящены испытаниям различных материалов, в частности сибирских камней и деревянных материалов, в руководимых им лабораториях.
Был председателем методической комиссии по профтехобразованию в Главпрофобре, членом Государственного учёного совета. Написал учебное пособие для студентов высших и средних учебных заведений «Детали машин», вышедшее в двух частях — общей и специальной. Пособие было востребовано несколькими поколениями студентов технических вузов и техникумов. С 1927 года принимал участие в составлении «Технической энциклопедии» под редакцией Л. К. Мартенса, автор статей по тематике «детали машин».

### Смерть
Умер от инфаркта миокарда 5 июля 1928 года в Москве, похоронен на Новодевичьем кладбище (2-й участок).

## Семья
- Жена — Елена Андреевна Павленко-Богушевская.
- Дети:
  - Ольга Ивановна Бобарыкова (1896—?)
  - Иван Иванович Бобарыков (1898—?)
  - Вера Ивановна Бобарыкова (1902—?)

## Награды
- Орден Святого Владимира 4 степени (1917)
- Орден Святого Станислава 2 степени (1904)
- Орден Святой Анны ? степени (1909)
- Медаль «В память царствования императора Александра III»
- Медаль «В память 300-летия царствования дома Романовых»

## Почётные звания
- Заслуженный деятель науки и техники РСФСР (1925)

### Публикации И. И. Бобарыкова

#### Учебные пособия
- Бобарыков И. И. Сопротивление материалов. — М., 1924.
- Бобарыков И. И. Детали машин. — М., 1926.

#### Статьи
- Бобарыков И. И. Заметка о болтовом напряженном соединении : с 2 таблицами // Известия Томского Технологического Института [Известия ТТИ]. — 1911. — Т. 24, № 4.
- Бобарыков И. И. Применение чугуна в железобетонных колоннах // Вестник общества сибирских инженеров. — 1913.
- Бобарыков И. И. К вопросу о сопротивлении дерева скалыванию // Известия Томского Технологического Института [Известия ТТИ]. — 1914-1915. — Т. 35, № 3.

- Бобарыков И. И. Материалы по испытанию строительных камней Западной Сибири : по данным Механической Лаборатории Томского Технологического Института // Известия Томского Технологического Института [Известия ТТИ]. — 1922. — Т. 42, вып. 1.
- Бобарыков И. И. Сопротивление асбеста в условиях пожара // Engineering. 1916.

### Об И. И. Бобарыкове
- Бобарыков, Иван Иванович // Сибирская советская энциклопедия. — Т. 1: А—Ж. — Новосибирск: Правда, 1929.
- Томский политехнический университет 1896—1996: Исторический очерк / Под ред. А. В. Гагарина. — Томск: ТПУ, 1996. — 448 с.
- Деканы МСФ // Томский политехник. — 1999. — № 5.